# Ludolph van Ceulen

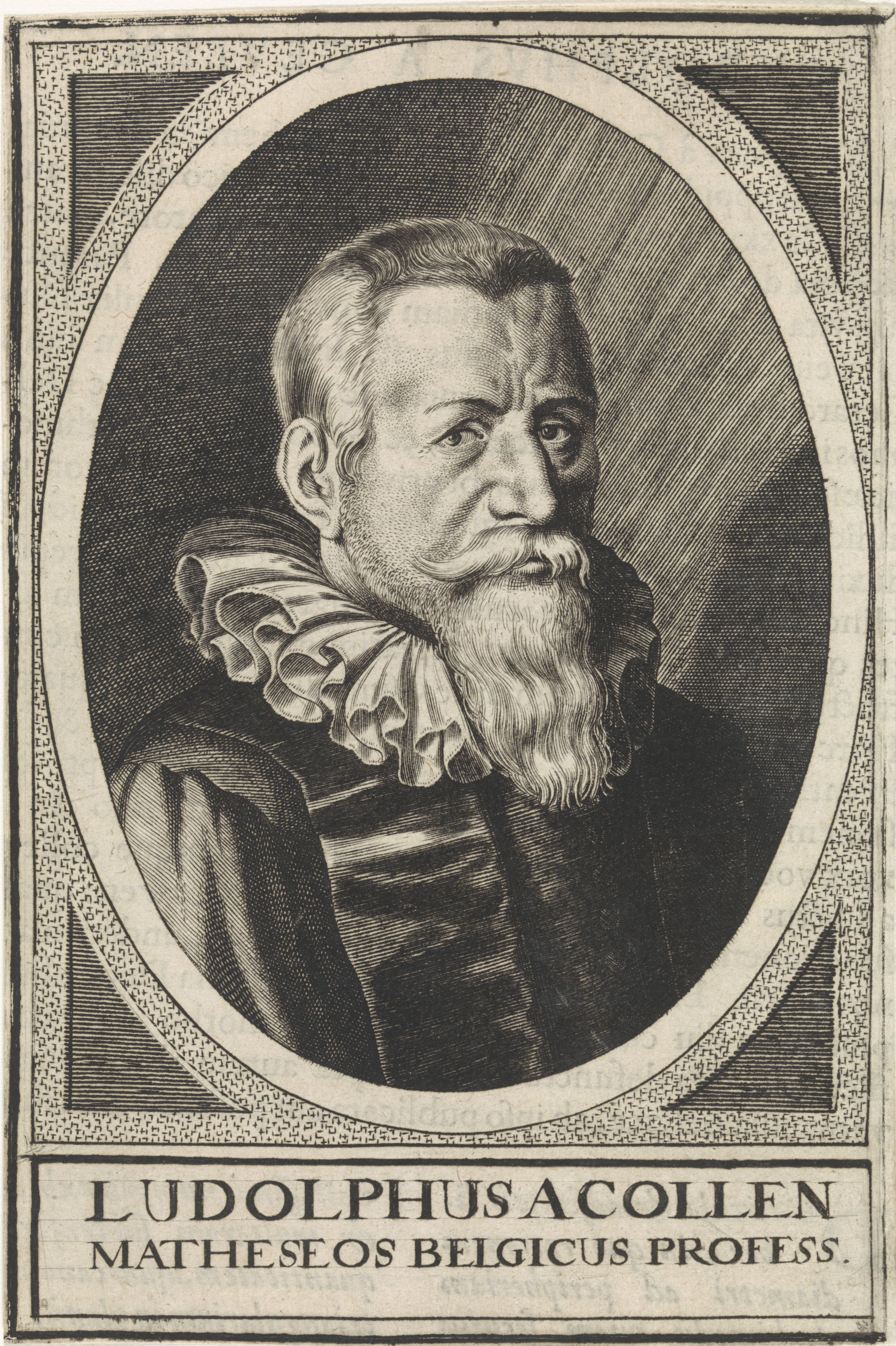
Ludolph van Ceulen.

Ludolph van Ceulen (Hildesheim, 28 de enero de 1540-Leiden, 31 de diciembre de 1610) fue un matemático alemán.
Hijo de padres humildes, sólo terminó una formación elemental. Emigró a Holanda por motivos religiosos, donde fue profesor de esgrima y matemáticas. Enseñó en Delft y Leiden. En el año 1600 fue nombrado profesor de matemáticas e ingeniería de la Universidad de Leiden, donde permaneció hasta su muerte.

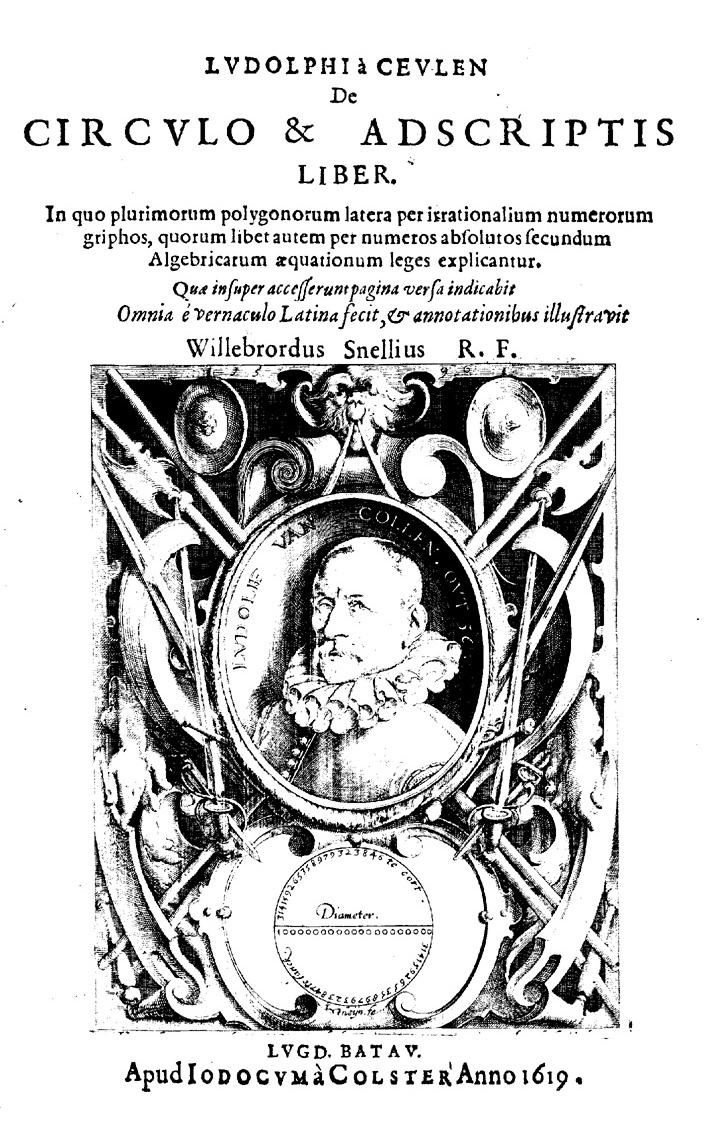
De circulo & adscriptis liber (1619)

Es conocido principalmente por haber calculado el valor de π con una aproximación de 35 cifras decimales utilizando el método de los perímetros mediante un polígono regular de {\displaystyle 2^{62}} lados. De hecho, este número fue conocido en el continente durante mucho tiempo como número ludolphino. Pasó gran parte de su vida en esta labor y su tumba lo refleja en el hecho de tener grabadas las 35 cifras: 3,14159265358979323846264338327950288.
Escribió un tratado Sobre el círculo, donde se da una primera aproximación de {\displaystyle \pi } con 20 cifras decimales. Su más renombrado estudiante fue Willebrord Snel, quien tradujo dos de las obras de Van Ceulen al latín.